# U Sovových mlýnů
Ulice U Sovových mlýnů na Malé Straně v Praze vede od Malostranského nábřeží a Říční ulice k náměstí Na Kampě. Nazvána je podle Sovových mlýnů, kde má teď sídlo Museum Kampa, galerie moderního středoevropského umění. Na severním konci ulice je Lichtenštejnský palác postavený v letech 1697-98, kde bývají ubytovány významné státní návštěvy. Na západní straně ulice je park Kampa o rozloze 2,65 hektaru.

## Historie a názvy
První zmínka o ostrově Kampa je z roku 1169 a první tu byl mlýn sv. Jiří ve 13. století. V 16. století zde Václav Sova z Liboslavě provozoval mlýny, které v roce 1850 získal František Odkolek. V roce 1867 proběhla rekonstrukce mlýnů podle návrhu architekta Josefa Schulze. V 18. a 19. století se ulice nazývala "Sovomlýnská", současný název "U Sovových mlýnů" je oficiální od roku 1870.

## Budovy, firmy a instituce
- Museum Kampa - U Sovových mlýnů 2[3]
- restaurace a kavárna Sovovy mlýny - U Sovových mlýnů 2[4]
- Lichtenštejnský palác - U Sovových mlýnů 4[5]
- Werichova vila,kde kdysi bydlel Josef Dobrovský a později Vladimír Holan - U Sovových mlýnů 7
- hotel Kampa Garden - U Sovových mlýnů 9[6]